# Sopka (Městečko South Park)
Sopka (v anglickém originále Volcano) je třetí díl první řady amerického komediálního animovaného televizního seriálu Městečko South Park.

## Děj
Stanův strýček Jimbo s kamarádem Nedem, veteránem z války z Vietnamu, vezme Kyle, Kennyho a Erica na lov zvířat do přírody. Randy Marsh v práci zjistí, že sopka nedaleko města má vybuchnout a informuje starostku. Na výletě mezitím Ned při vlévání benzínu na dřevo začne hořet a zničí auto. Večer si vypráví o válečné příhodě Neda a strašidelné historce o Masákovi. Stan nechce zabíjet zvířata, ale když se objeví za Masáka převlečený Cartman, jde po něm, ale nedokáže ho zastřelit, čímž zklame strýce a zachrání Cartmanovi život. Kvůli němu se však všichni přiblížili k sopce, která vybuchuje. Utíkají k obrovskému příkopu, který nedokáží překonat, když v tom se objeví Masák, který je dostane na druhou stranu. Randy Marshovi ale vyjdou výpočty, podle kterých se lavina potáhne příkopem, vedoucím k Denveru, kde způsobí ztráty. Stan se nakonec rozhodne vystřelit a zavraždí Masáka. Tím avšak na strýce dojem neudělá a jeho kamarád Ned pochopí nesmyslnost zbraní a slíbí si, že už nevystřelí. Odhodí zbraň, která při pádu zabije Kennyho. Kluci lovu nerozumí a vzdávají se ho.